# Reginald fitz Jocelin
Reginald fitz Jocelin (auch Reginald FitzJocelin, Reginald Italus oder Reginald Lombardus) (* um 1140; † 25. Dezember 1191 in Dogmersfield, Hampshire) war ein englischer Prälat. Er war ab 1174 Bischof von Bath und wurde 1191 zum Erzbischof von Canterbury gewählt. Er starb jedoch innerhalb eines Monats nach seiner Wahl, bevor er als Erzbischof eingesetzt werden konnte.

## Herkunft
Reginald war ein unehelicher Sohn von Bischof Jocelin de Bohun von Salisbury. Damit war er mit Earl Robert of Gloucester und mit Savaric FitzGeldewin verwandt, den seinerseits der römisch-deutsche Kaiser Heinrich VI. als Verwandten bezeichnete. Seine Mutter war demnach vermutlich eine Angehörige der Familie Maurienne, der Familie der Grafen von Savoyen. Reginald wuchs in Italien auf, weshalb er seine Beinamen Italus bzw. Lombardus erhielt.

## Aufstieg als Geistlicher im Dienst des Königs

### Studium in Paris
Vor 1161 wurde Reginald von seinem Vater, Bischof Jocelin, zum Archidiakon von Wiltshire ernannt. Vermutlich 1162 trat er in den Dienst von Erzbischof Thomas Becket von Canterbury, und von 1163 bis 1164 besuchte er eine Schule in Paris, wobei er von Papst Alexander III. Bischof Hugues de Champfleury von Soissons, der auch Kanzler des französischen Königs war, empfohlen wurde. Der französische König Ludwig VII. überließ ihm während seines Aufenthalts in Frankreich die Einnahmen der Kirche Saint Exuperius in Corbeil, und Ludwigs Sohn, König Philipp II. bestätigte noch die langanhaltende Freundschaft zwischen Reginald und seinem Vater, als er 1191 die Wahl von Reginald zum Erzbischof befürwortete. Reginald verließ jedoch Paris, ohne einen Abschluss als Master erlangt zu haben.

### Gesandter des englischen Königs und Wahl zum Bischof
Um 1167 trat Reginald in den Dienst des englischen Königs Heinrich II., dem er fortan loyal diente. Dies führte zum Bruch mit Thomas Becket, der sich mit dem König überworfen hatte und im französischen Exil lebte. Der König sandte Reginald dreimal, von 1167 bis 1168, 1169 und erneut von 1169 bis 1170 als seinen leitenden Gesandten zur päpstlichen Kurie. Dort vertrat er den König im Streit mit Becket. Dazu verhandelte Reginald im August 1169 mit den päpstlichen Gesandten, Nuntius Vivian und Nuntius Gratian. Nach der Ermordung Beckets Ende 1170 reiste Reginald als königlicher Gesandter Anfang 1171 erneut nach Rom. Der König belohnte seine Dienste, indem er ihn 1173 zum Bischof der seit mehreren Jahren vakanten Diözese Bath wählen ließ. Der junge Mitkönig Heinrich lehnte Reginalds Wahl, aber auch die von vier anderen Bischöfen ab. Er missbilligte Reginalds uneheliche Geburt sowie dessen Verstöße gegen die kanonischen Regeln. Zusammen mit dem gewählten Erzbischof von Canterbury, Richard of Dover, reiste Reginald daraufhin nach Rom, um sich gegen die Vorwürfe zu verteidigen. Nach dem Chronisten Walter Map wurde Reginald nur durch Bestechung als Bischof bestätigt, doch der Chronist Radulfus de Diceto berichtet, dass Reginald beeidete, am Mord an Becket nicht beteiligt gewesen zu sein und dass er geboren wurde, bevor sein Vater zum Priester geweiht worden war. Daraufhin wurde er am 23. Juni 1174 von Erzbischof Richard von Canterbury und Erzbischof Peter von Tarentaise in Saint-Jean-de-Maurienne zum Bischof geweiht. Anschließend reiste er mit Erzbischof Richard zurück in die Normandie, wo sie am 8. August 1174 König Heinrich II. in Barfleur trafen. Am 24. November wurde Reginald in Bath inthronisiert.

### Verhältnis zu Thomas Becket
Thomas Becket hatte Reginald nach ihrem Bruch als Wendehals betrachtet. Nach den Angaben von Petrus von Blois wünschte Reginald sich jedoch aufrichtig eine Aussöhnung mit Becket. Dies wurde jedoch von seinem Gefolge und vor allem von seinem Vater verhindert, den Becket abgesetzt und mit dem Interdikt belegt hatte. Nach dem Tod von Becket soll Reginald bereut haben, den Märtyrer verkannt zu haben. Nach seiner Rückreise aus Italien weihte er 1174 in Saint Lô in der Normandie eine Kirche St Thomas the Martyr, und auf seine Empfehlung hin erhielt Königin Margarete von Sizilien, die Mutter von König Heinrichs II. künftigem Schwiegersohn Wilhelm II. von Sizilien, 1176 einen Schmuckanhänger mit einer Reliquie von Becket. 

## Wirken als Bischof
Als Bischof betätigte sich Reginald zunächst vor allem politisch. Im Mai 1175 nahm er an einer Ratsversammlung in Westminster und im Juli an der königlichen Ratsversammlung in Woodstock teil. Zu Ostern 1176 war er am Königshof in Winchester anwesend. Im März 1177 nahm er an der königlichen Ratsversammlung in Westminster teil, während er im September eine königliche Urkunde in Rouen in der Normandie bestätigte. Möglicherweise gehörte er sofort danach zu den englischen Gesandten, die mit dem französischen König Ludwig VII. den Vertrag von Ivry aushandelten, obwohl er nicht zu den Zeugen dieses Vertrags gehörte. 1178 gehörte er der gemeinsamen Mission der englischen und der französischen Kirche an, die unter Pietro da Pavia, Kardinalpriester von San Crisogono versuchte, die Katharer in Toulouse zu bekehren. Zu Weihnachten 1178 war er wieder am Königshof in Winchester, doch im März 1179 nahm er am dritten Laterankonzil in Rom teil. Auf seiner Rückreise überzeugte er Hugo von Avalon, die von Heinrich II. gestiftete Kartäuserniederlassung in Witham in Somerset als Teil der Sühne für den Mord an Thomas Becket anzunehmen. In den 1180er Jahren nahm er nur noch gelegentlich an königlichen Ratsversammlungen und Hoftagen teil, weil er sich anscheinend mehr um die Verwaltung seiner Diözese kümmerte. Nur 1186 besuchte er Ratsversammlungen sowohl in Oxford wie in Woodstock.
Reginald war ein begeisterter Falken-Jäger, der dazu von König Richard I. das Recht erhielt, in Somerset mit Hunden zu jagen. Dennoch kümmerte sich Reginald vor allem ab 1180 intensiv um seine Aufgaben als Bischof. Mit 122 Urkunden und Akten sind von ihm mehr Schriftstücke als von jedem anderen Bischof von Bath des 12. Jahrhunderts erhalten. Die meisten Urkunden, nämlich 73, stammen aus der Zeit ab 1180. Sie belegen, dass Reginald sein Amt gewissenhaft wahrnahm. Er regelte das Verhältnis zwischen Klöstern und Laienpriestern zugunsten der letzteren, indem er ihnen ein ausreichendes Einkommen zugestand. Als beauftragter päpstlicher Richter setzte er die Einhaltung des kanonischen Rechts durch. In Bath gründete er 1180 das Hospital von St John, und in Wells begann er mit dem Bau des Langhauses der späteren Kathedrale, deren Baufinanzierung er regelte. Er erhob Glastonbury Abbey zum Archidiakonat und nahm den Abt des Klosters in das Kathedralkapitel von Wells auf, bestätigte den Status der Stadt Wells als Burghus und regelte dessen Grenzen. Im Streit zwischen Erzbischof Balduin von Canterbury und den Mönchen des Kathedralpriorats von Canterbury unterstützte er die Position der Mönche, die Balduins Gründung einer St Stephen and St Thomas the Martyr geweihten Kollegiatkirche in Hackington ablehnten.

## Wahl zum Erzbischof von Canterbury und Tod
Nach dem Tod von Heinrich II. 1189 wurde dessen Sohn Richard neuer König. Zu dieser Zeit gehörte Reginald zu den am längsten im Amt befindlichen englischen Bischöfen, aber dennoch war erst um die 50 Jahre alt. Seine zwar uneheliche, aber vornehme Geburt und seine Erfahrung machten ihn unter dem neuen König zum Kandidaten für noch höhere Aufgaben. Bei der Krönung von Richard am 3. September 1189 hatte er eine hervorgehobene Stellung, da er zur Linken des Königs in die Kirche ziehen durfte. Am 15. September 1189 nahm er an einer Ratsversammlung in Pipewell teil, und wahrscheinlich war er der Reginaldus Italus, der dem König vergeblich £ 4000 für das Amt des Kanzlers bot. Auf Anweisung des Königs unterstützte er die Ernennung seines Rivalen William de Longchamp zum päpstlichen Legaten für England. Nachdem Richard jedoch zum Kreuzzug aufgebrochen war, unterstützte Reginald Longchamps Gegner Geoffrey of York. Als die Nachricht vom Tod Erzbischof Balduins im Heiligen Land England erreichte, zahlten sich Reginalds gute Beziehungen zum Kathedralpriorat von Canterbury aus. Gegen Richards Kandidaten Gugliemo, Erzbischof von Monreale, wählten die Mönche am 27. November 1191 Reginald zum neuen Erzbischof von Canterbury. Diese Wahl wurde von Walter de Coutances, dem neuen königlichen Justiciar abgelehnt, doch bevor eine Entscheidung getroffen werden konnte, erlitt Reginald am 24. Dezember einen lähmenden Schlaganfall, an dessen Folgen er am nächsten Tag starb. Zuvor hatte er noch die Wahl des mit ihm verwandten Savaric zum neuen Bischof von Bath arrangiert. Auf seinem Totenbett hatte er noch gewünscht, als Mönch des Kathedralpriorats von Canterbury sterben zu dürfen, worauf ihn Walter of Bath, der Prior von Bath Abbey, ihn noch als Mönch aufgenommen hatte. Er wurde am 29. Dezember 1191 in Bath Abbey beigesetzt. Obwohl er nicht als Erzbischof eingesetzt worden war, gedachte das Kathedralpriorat seiner als seinem Erzbischof.